# Divize E 1992/1993
V soubojích 2. ročníku Moravskoslezské divize E 1992/93 (jedna ze skupin 4. fotbalové ligy) se utkalo 16 týmů každý s každým dvoukolovým systémem podzim–jaro. Tento ročník začal v srpnu 1992 a skončil v červnu 1993.

## Nové týmy v sezoně 1992/93
- Z MSFL 1991/92 sestoupilo do Divize E mužstvo TJ Spartak Hulín.
- Ze Slezského župního přeboru 1991/92 postoupilo vítězné mužstvo TJ Tatra Kopřivnice
- Z Hanáckého župního přeboru 1991/92 postoupilo vítězné mužstvo TJ Tatran Litovel.[1]
- Klub TJ Sigma Lutín odkoupil divizní účast od TJ Náměšť na Hané po skončení ročníku 1991/92.[2]

## Konečná tabulka
Zdroj: 
| Poř. | Tým                              | Z  | V  | R  | P  | VG | OG | B  |
| ---- | -------------------------------- | -- | -- | -- | -- | -- | -- | -- |
| 1.   | TJ Spartak PS Přerov             | 30 | 25 | 2  | 3  | 76 | 13 | 52 |
| 2.   | SK Hanácká Slavia Kroměříž       | 30 | 18 | 6  | 6  | 54 | 34 | 42 |
| 3.   | FC NH Ostrava                    | 30 | 17 | 7  | 6  | 55 | 28 | 41 |
| 4.   | TJ Nový Jičín                    | 30 | 13 | 9  | 8  | 56 | 48 | 35 |
| 5.   | TJ Tatran Litovel (N)            | 30 | 13 | 9  | 8  | 42 | 46 | 35 |
| 6.   | TJ Valašské Meziříčí             | 30 | 12 | 9  | 9  | 45 | 38 | 33 |
| 7.   | TJ Důl František Horní Suchá     | 30 | 12 | 5  | 13 | 44 | 48 | 29 |
| 8.   | TJ Spartak Hulín (S)             | 30 | 8  | 11 | 11 | 34 | 48 | 27 |
| 9.   | TJ Tatra Kopřivnice (N)          | 30 | 10 | 6  | 14 | 52 | 48 | 26 |
| 10.  | TJ Biocel Vratimov               | 30 | 9  | 8  | 13 | 57 | 53 | 26 |
| 11.  | FK Slavia Orlová-Lutyně          | 30 | 8  | 9  | 13 | 36 | 42 | 25 |
| 12.  | TJ Sigma Lutín (N)               | 30 | 10 | 4  | 16 | 40 | 55 | 24 |
| 13.  | TJ Slezan Frýdek-Místek          | 30 | 8  | 8  | 14 | 43 | 61 | 24 |
| 15.  | VTJ Kroměříž                     | 30 | 8  | 7  | 15 | 45 | 52 | 23 |
| 15.  | TJ Ferrum Frýdlant nad Ostravicí | 30 | 8  | 5  | 17 | 33 | 54 | 21 |
| 16.  | TJ Bystřice nad Olší             | 30 | 6  | 5  | 19 | 35 | 79 | 17 |

Poznámky:
- Z = Odehrané zápasy; V = Vítězství; R = Remízy; P = Prohry; VG = Vstřelené góly; OG = Obdržené góly; B = Body; (S) = Mužstvo sestoupivší z vyšší soutěže; (N) = Mužstvo postoupivší z nižší soutěže (nováček)

Poznámky
- Mužstvo TJ Spartak Hulín se v ročníku 1993/94 přihlásilo do Středomoravského župního přeboru (5. nejvyšší soutěž).[4][5] Své divizní místo přenechalo Slušovicím, slušovičtí však byli pro ročník 1993/94 nalosováni do divizní skupiny „D“.[6]
- V případě bodové shody rozhodoval o umístění rozdíl skóre.

|  | Postup do MSFL 1993/94                             |
|  | Sestup do Středomoravského župního přeboru 1993/94 |
|  | Sestup do Slezského župního přeboru 1993/94        |